# David Relaño Luque
David Relaño Luque dit Relaño est un joueur de football né le 22 avril 1982 à Andujar (province de Jaén en Espagne).
Il fait 1,87 m pour 81 kg et joue au poste de gardien de buts au Club de Fútbol Badalona, en Segunda-B.

## Carrière
- ??-2004 : Betis Séville
- 2004-2005 : Club de Fútbol Badalona
- 2005-2006 :  Betis Séville
- 2006-2007 : Club de Fútbol Badalona